# Didymodon albicuspis
Didymodon albicuspis là một loài Rêu trong họ Pottiaceae. Loài này được (Mitt.) Broth. mô tả khoa học đầu tiên năm 1902.